# 馬蒂亞斯·皮涅羅
馬蒂亞斯·皮涅羅（西班牙語：Matías Piñeiro；1982年5月11日—）是阿根廷電影工作者。

## 生平
馬蒂亞斯·皮涅羅畢業自布宜諾斯艾利斯電影大學，而後赴美國取得紐約大學西班牙文創意寫作碩士，他目前在普瑞特藝術學院教授電影。
他曾以《法蘭西公主》(2014)與《赫米婭與海倫娜》(2016)於盧卡諾影展國際競賽單元中首映。2020年，他執導的第6劇情長片《伊莎貝拉》於第70屆柏林影展邂逅單元中首映，並獲得最佳導演獎特別提及。

### 風格與主題
皮涅羅電影作品通常描繪當代青年(通常為女性)面對情感上的困境，並以極簡的場景佐以人物間大量的對話，塑造極具生活感與輕巧的氛圍，影評時常視其的電影風格具法國導演艾力·侯麥及南韓導演洪常秀電影形式的風采。皮涅羅作品也以改編威廉·莎士比亞劇作聞名，無論是角色的塑造、劇情的發展，或是電影中角色正在排演莎劇，他擅於將莎士比亞元素融入阿根廷當代社會中。2021年6月他受訪時表示，他正在籌備的長片《愛麗兒》將是莎士比亞系列的最後一部作品，他接下來將會轉向改編古希臘詩人莎芙的作品。

## 電影作品
- 2007:《被盜者》 (El hombre robado)
- 2009:《所有人都撒謊》 (Todos mienten)
- 2012:《薇奧拉（法语：Viola (film)）》 (Viola)
- 2014:《法蘭西公主》 (La princesa de Francia)
- 2016:《赫米婭與海倫娜》 (Hermia & Helena)
- 2020:《伊莎貝拉（法语：Isabella (film)）》 (Isabella)
- 2022:《愛麗兒》 (Ariel; 製作中)

## 外部連結
- 馬蒂亞斯·皮涅羅在互联网电影资料库（IMDb）上的資料（英文）